# Бутуан
Бутуан (Butuan) — город на Филиппинах. Расположен на северо-востоке острова Минданао; административный центр провинции Агусан.
Согласно переписи населения 2020 года, население составляет 372 910 жителей.
Название города, Батуан, возможно происходит от названия фрукта гарциния морелла.
Город основан в 1901 году, однако в доколониальный период тут находилось индийское королевство (раджанат) Бутуан.